# Otepää (stad)
Otepää (Estisch: Otepää linn) is een stad in de Estische provincie Valgamaa. De stad telt 2155 inwoners (2024) en heeft een oppervlakte van 4,46 km². De stad is de hoofdplaats van de gemeente Otepää.
De stad heette tot november 1922 Nuustaku (in de tsarentijd Нустаго); de oude Duitse naam is Odenpäh.

## Ligging
In Otepää kruist de Tugimaantee 46, de secundaire weg van Tatra naar Sangaste, de Tugimaantee 71, de secundaire weg van Rõngu naar Kanepi. In het zuidwesten grenst de stad aan het meer Pühajärv.

## Geschiedenis
De stad ligt op de plaats van een oud fort, dat al in 1116 werd vermeld. Het houten fort werd in 1224 vervangen door een stenen fort. Het fort is vermoedelijk rond 1480 vernield.
Otepää viel onder een landgoed van dezelfde naam. Het landhuis bevond zich op het terrein van het huidige dorp  Vana-Otepää. De parochie van de kerk van Otepää besloeg een groot gebied, tot ver buiten de huidige gemeentegrens.
De plaats kreeg in 1862 de status van groter dorp (alevik), in 1919 de status van kleine stad (alev) en in 1936 de status van stad (linn).

## Sport
In Otepää ligt het Tehvandi spordikeskus (‘Tehvandi Sportcentrum’), een ‘multi-purpose’ stadion, dat een atletiekbaan, een voetbalveld, een skischans en een biatlonparkoers combineert. Regelmatig worden hier wedstrijden om de Wereldbeker langlaufen en Wereldbeker biatlon gehouden.

## Foto's

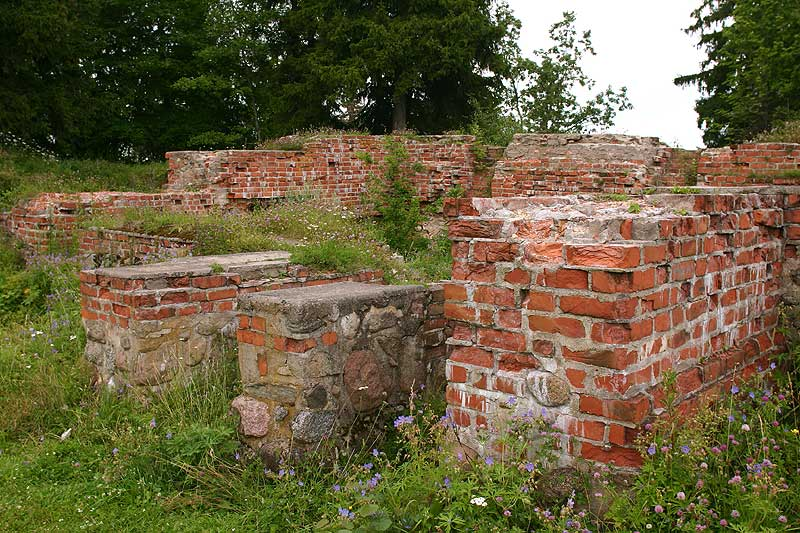
Ruïne van de burcht
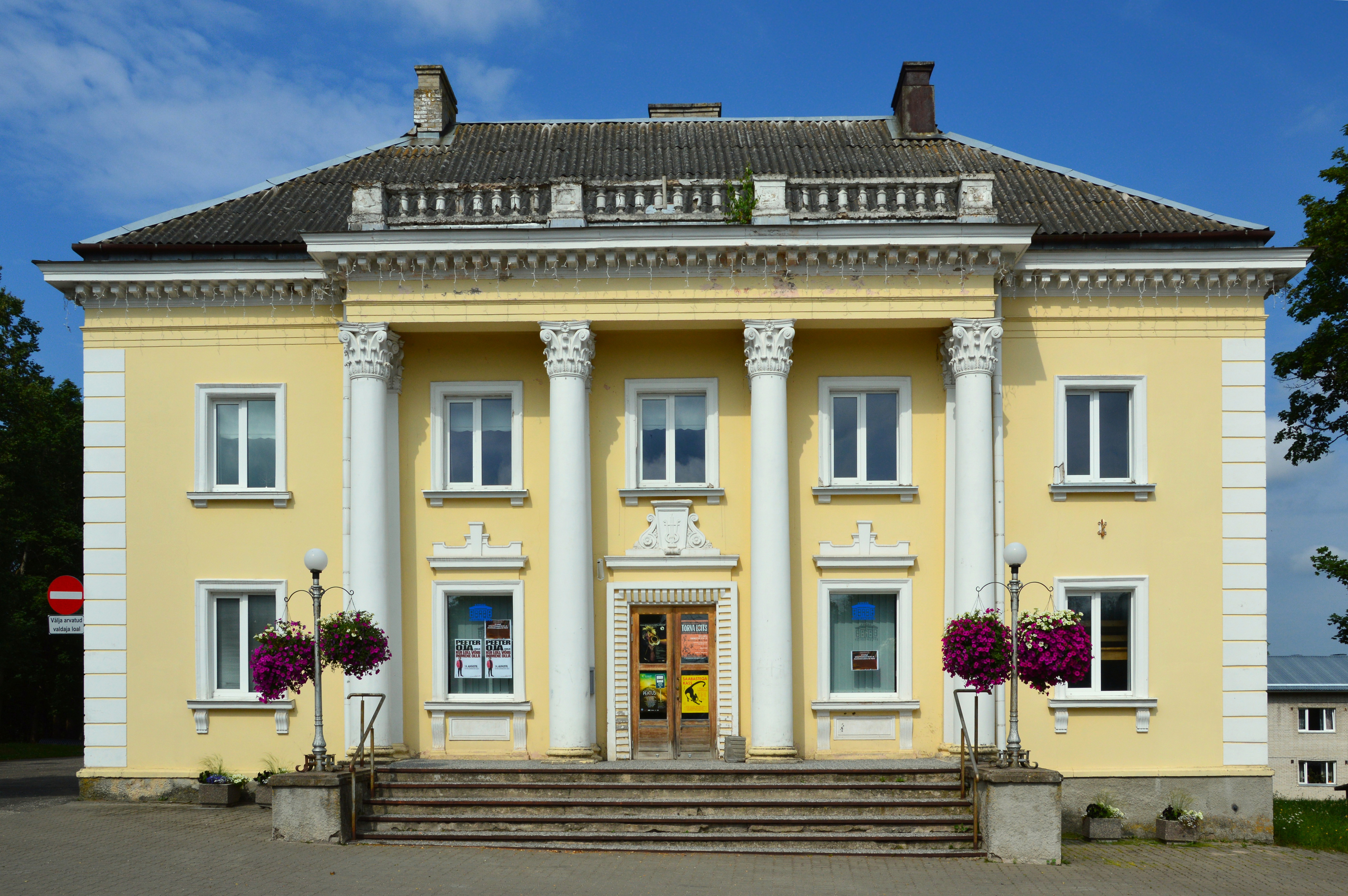
Cultuurcentrum
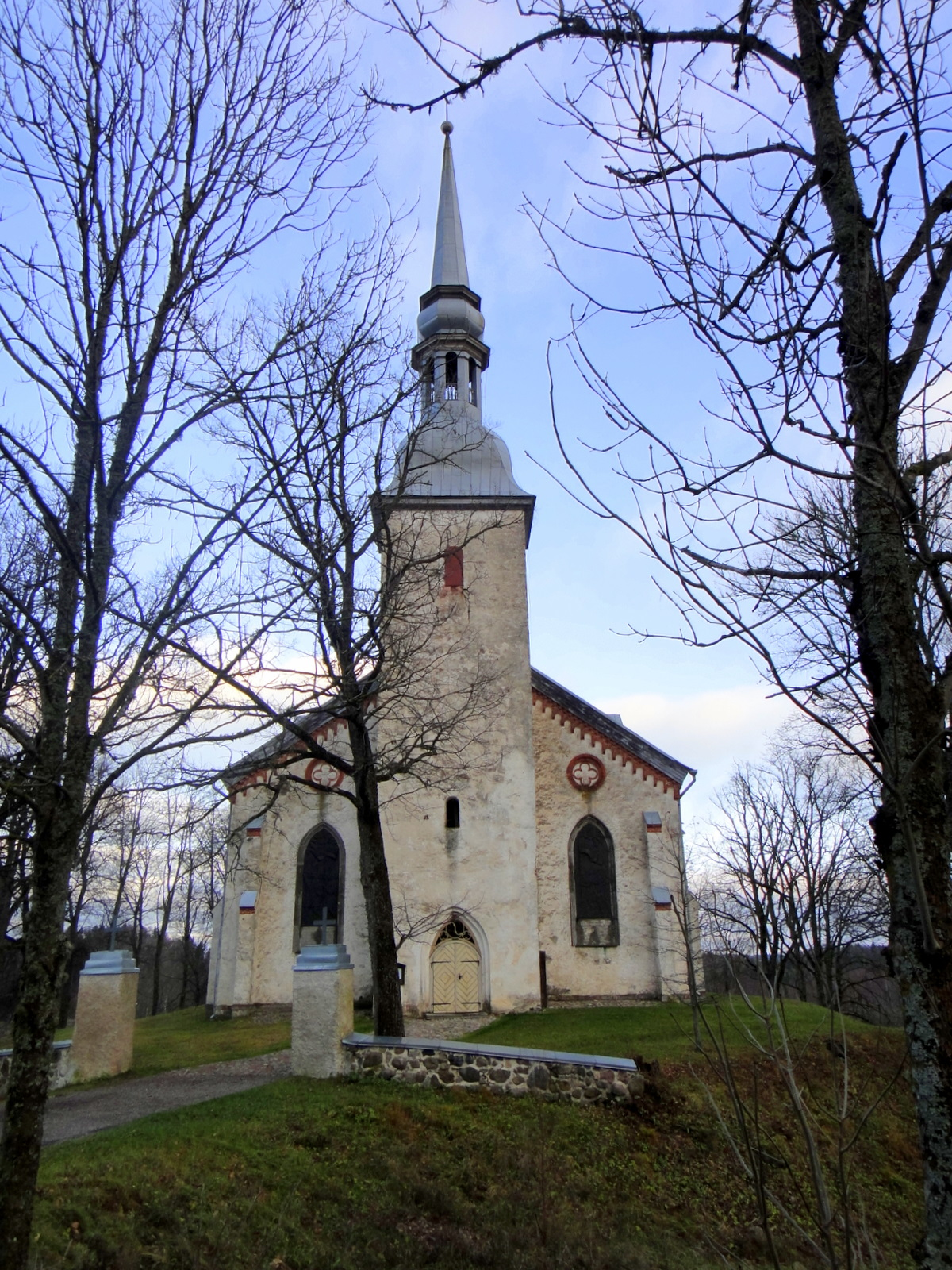
Mariakerk
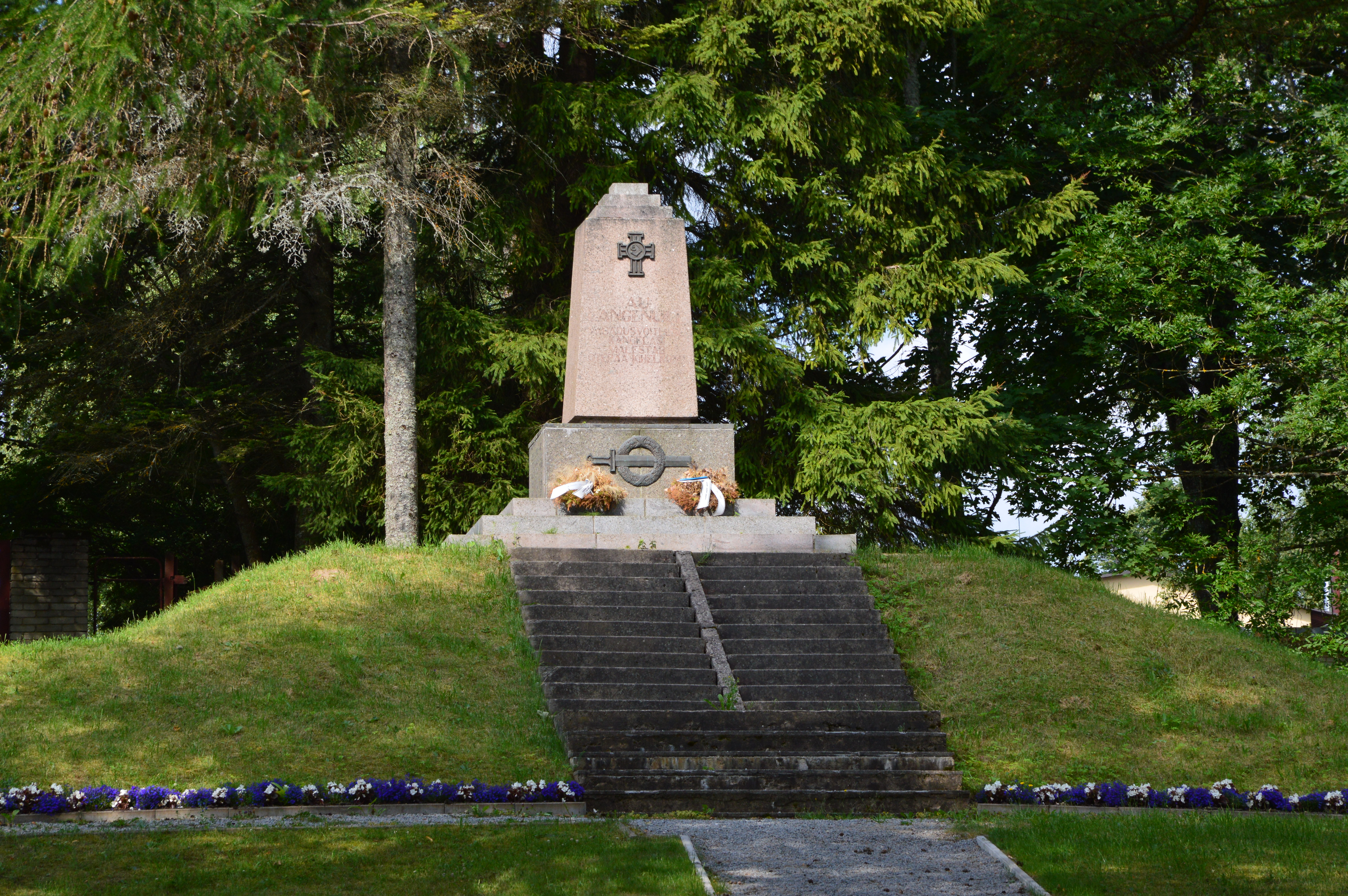
Monument voor de Estische Onafhankelijk-heidsoorlog
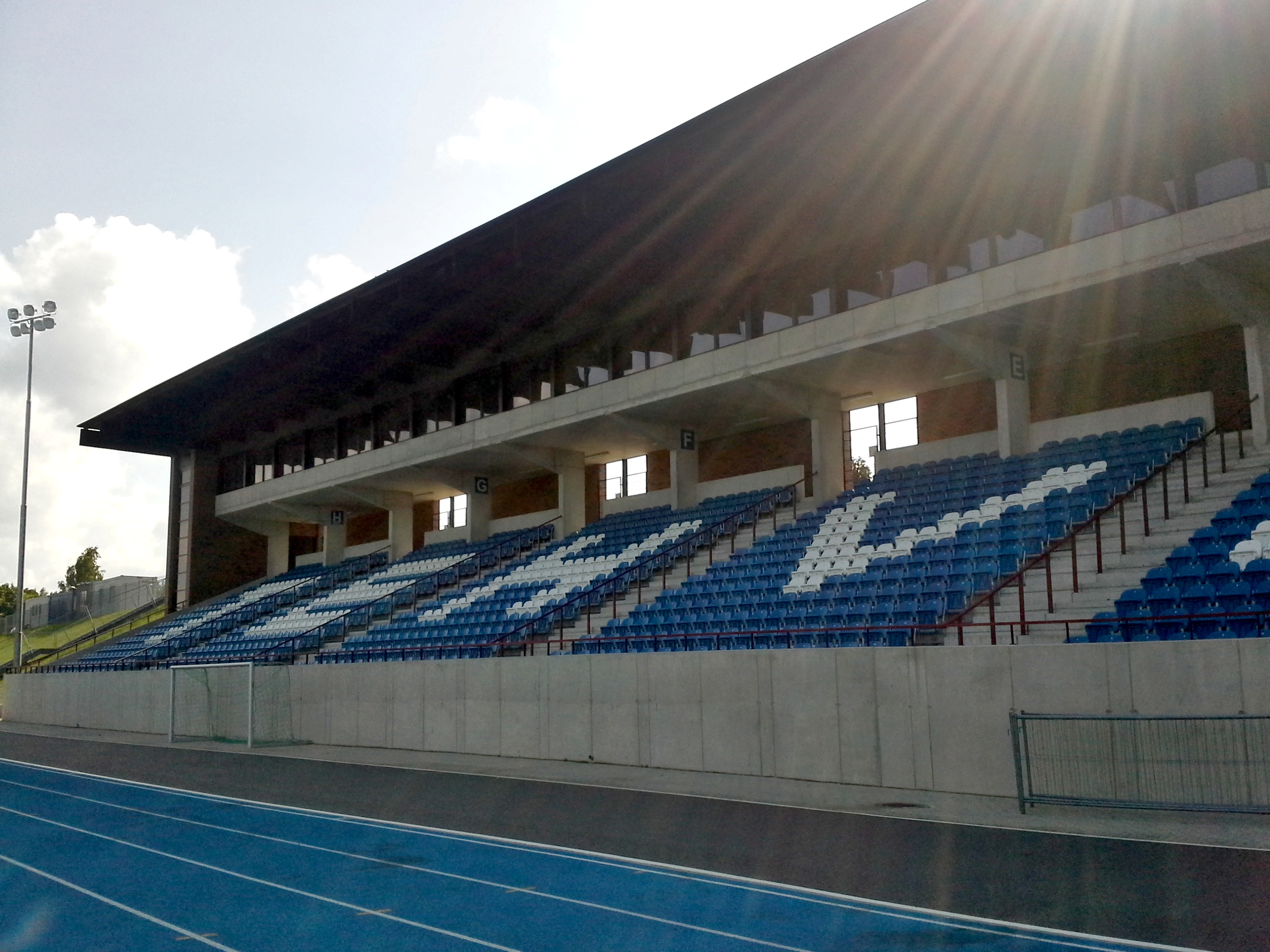
Tehvandi Sportcentrum, skistadion
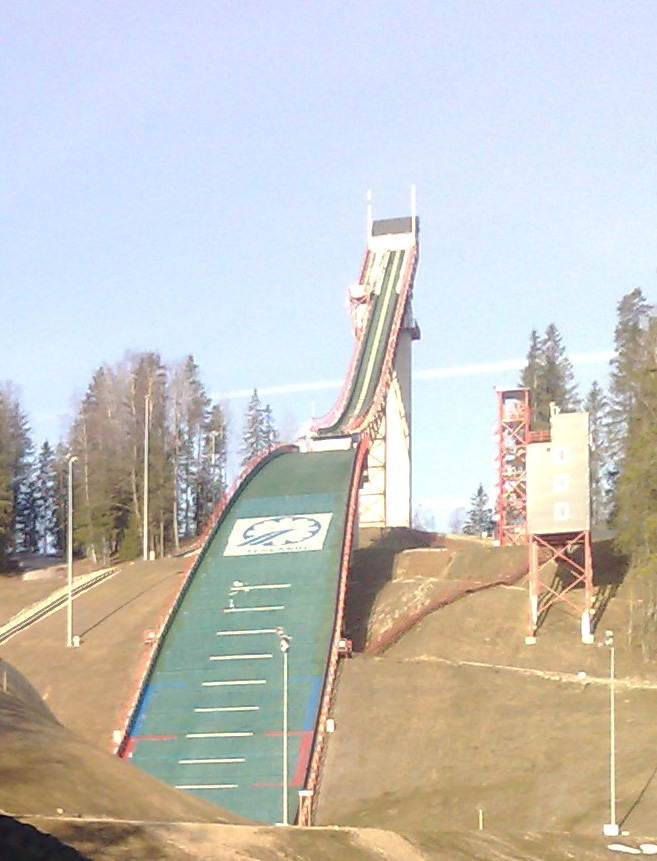
Tehvandi Sportcentrum, skischans